# Jarosław Iwaszkiewicz
Jarosław Leon Iwaszkiewicz, né le 20 février 1894 à Kalnik, dans le Gouvernement de Kiev, et mort le 2 mars 1980 à Varsovie (Pologne), est l'un des principaux écrivains polonais du XXe siècle.

## Biographie
Après la mort de son père, Jarosław Iwaszkiewicz et sa mère s'installent à Varsovie de 1902 à 1904, avant de retourner vivre sous le Gouvernement de Kiev jusqu'en 1912. Jarosław termine ses études secondaires dans une école de Kiev en 1912 et entre à la faculté de Droit de l'université de Kiev.
En 1914, il séjourne en Sicile et en Afrique du Nord avec son ami et lointain cousin, le compositeur Karol Szymanowski. Après la Première Guerre mondiale, en octobre 1918, il retourne à Varsovie, où il se joint aa groupe des artistes qui fondent les magazines d'arts Pro Arte et Studio.
En 1919, il est un cofondateur — avec Julian Tuwim et Antoni Słonimski — du groupe de poètes d'avant-garde Skamander.
Son œuvre est considérable et très variée : il est l'auteur de poèmes (Huitains, 1919 ; La Carte du temps, 1977), de nouvelles (Les Demoiselles de Wilko ; Le Bois de bouleaux, 1933, ou encore Tatarak, 1960, toutes trois adaptés au cinéma par Andrzej Wajda (on aperçoit l'écrivain au début et à la fin des Demoiselles de Wilko), de romans (La Gloire et la Renommée, 1956-1962), d'œuvres théâtrales (Un été à Nohant, 1936), ainsi que d'une biographie de Chopin. Il est aussi l'auteur de Mère Jeanne des Anges, 1942, roman retraçant l'histoire de la possession du couvent des Ursulines de Loudun, et aussi d'Icare, récit retraçant l'arrestation d'un jeune homme par la Gestapo en plein Varsovie. Cette nouvelle fait référence au tableau de Bruegel La Chute d'Icare. Le lien entre les deux est sans aucun doute la transmission des faits par les artistes.
Les Demoiselles de Wilko, récit poétique tout empreint de nostalgie, peut être considéré comme son chef-d'œuvre.
Il est aussi coauteur, avec le compositeur Karol Szymanowski, son cousin, du livret de l'opéra Le Roi Roger (1924).
Jarosław Iwaszkiewicz a reçu le Prix Lénine pour la paix en 1970.
Son épouse est décédée en 1979.
Il a reçu le titre de docteur honoris causa de l'université Jagellonne de Cracovie en 1979.

## Œuvre

### Romans
- Zenobia Palmura (1920)
- Ucieczka do Bagdadu (1923)
- Hilary, syn buchaltera (1923) Publié en français sous le titre Hilaire, fils de comptable, traduit par Marie Depuichault, Paris, F. Rieder et Cie, coll. « Les prosateurs étrangers modernes », 1925 (BNF 32273516)
- Księżyc wschodzi (1925)
- Zmowa mężczyzn (1930)
- Czerwone tarcze (1934)
- Sława i chwała, vol. 1-3 (1956-1962) Publié en français sous le titre La Gloire et la Renommée, traduit par Georges Lisowski, avec la collaboration de Nicolas Véron, Paris, Éditions Noir sur blanc, 1999  (ISBN 2-88250-086-6)
- Kochankowie z Marony (1961) Publié en français sous le titre Les Amants de Marone, traduit par Ania Posnert, Saint-Cloud, Éditions du Burin, 1967 ; réédition, Paris, Stock, 1970 (BNF 35423869)

### Recueils de nouvelles
- Panny z Wilka; Brzezina (1933) Publié en français sous le titre Les Demoiselles de Wilko, traduit par Paul Cazin, Paris, Éditions du Sagittaire, 1939 (BNF 32273514) ; réédition sous le titre Les Demoiselles de Wilko, suivi de Le Bois de bouleaux, Paris, Éditions des Autres, 1979  (ISBN 2-7305-0054-5) ; réédition, Paris, Vertiges, 1985  (ISBN 2-86896-020-0)
- Młyn nad Utratą (1936)
- Dwa opowiadania (1938)
- Nowa miłość i inne opowiadania (1946) Publié en français de façon partielle sous le titre Mère Jeanne des Anges, traduit par Georges Lisowski, Paris, Éditions Robert Laffont, coll. « Pavillons », 1959 (BNF 3305401) ; réédition, Verviers, Gérard et Cie, coll. « Bibliothèque Marabout » no 370, 1970 (BNF 35148515) ; réédition, Paris, Laffont, coll. « Classiques Pavillons », 1984  (ISBN 2-221-04314-6)
- Tatarak i inne opowiadania (1960)
- Heidenreich. Cienie. Dwa opowiadania (1964)
- Ogrody (1974) Publié en français sous le titre Jardins et autre récits (édition française incluant Les Demoiselles de Wilko, Le Bois de bouleaux, Rêves et Sérénité), traduit par Paul Cazin et Georges Lisowski, Paris, Belfond, coll. « Collection Unesco d'oeuvres représentatives. Série européenne », 1992  (ISBN 2-7144-2961-0)

### Poésie
- Oktostychy (1919)
- Kaskady zakończone siedmioma wierszami (1925)
- Dionizje (1922)
- Pejzaże sentymentalne (1926)
- Ksiega dnia i księga nocy (1929)
- Powrót do Europy (1931)
- Lato 1932 (1933)
- Inne życie (1938)

### Biographies
- Chopin (1949) Publié en français sous le titre Chopin, traduit par Georges Lisowski, Paris, Gallimard, coll. « Leurs figures » no 62, 1966 (BNF 33054010)
- Jan Sebastian Bach (2014), publication posthume

### Théâtre
- Lato w Nohant. Komedia w 3 aktach (1937) Publié en français sous le titre Un été à Nohant : comédie en trois actes, traduit par Feliks Konopka, Cracovie, Théâtre de Juliusz Słowacki et Théâtre Stary, 1955 (BNF 41365686)
- Maskarada. Melodramat w 4 Aktach (1939)
- Odbudowa Błędomierza. Sztuka w 3 aktach (1951)
- Wesele Pana Balzaka (1959)
- Kosmogonia (1967)

### Anthologie de nouvelles traduites en français
- Icare (suivi de La Vieille Briqueterie, Une confiserie du temps jadis et L'Écureuil), traduit par Marie Bouvard avec la collaboration de Bernadette Dubois, Bruxelles, Éditions Complexe, coll. « L'Heure furtive », 1990  (ISBN 2-87027-366-5)

### Anthologies de poèmes traduits en français
- L'Amour cosaque, traduit par Maria Żurowska et Yves Avril, édition bilingue, Orléans, Éditions Paradigme, 2018  (ISBN 978-2-86878-142-0)

## Adaptations au cinéma

### Adaptations parAndrzej Wajda
- 1970 : Le Bois de bouleaux (Brzezina), film polonais réalisé par Andrzej Wajda, adaptation de la nouvelle éponyme
- 1979 : Les Demoiselles de Wilko (Panny z Wilka), film polonais réalisé par Andrzej Wajda, adaptation de la nouvelle éponyme
- 2009 : Tatarak, film polonais réalisé par Andrzej Wajda, adaptation de la nouvelle éponyme

### Autres adaptations
- 1957 : Spotkania, film à sketches polonais réalisé par Stanisław Lenartowicz, adaptation de la nouvelle Stracona noc (littéralement : Nuit perdue) de Jarosław Iwaszkiewicz et de nouvelles signées Marek Hłasko, Kornel Makuszyński et Stanisław Dygat
- 1961 : Mère Jeanne des anges (Matka Joanna od aniołów), film polonais réalisé par Jerzy Kawalerowicz, adaptation du court roman éponyme
- 1964 : Ubranie prawie nowe, film polonais réalisé par Wlodzimierz Haupe, adaptation de la nouvelle éponyme
- 1964 : Lynx (Rys), film polonais réalisé par Stanisław Różewicz, adaptation de la nouvelle éponyme
- 1986 : Zygfryd, film polonais réalisé par Andrzej Domalik, adaptation de la nouvelle éponyme
- 2005 : Kochankowie z Marony, film polonais réalisé par Izabella Cywińska, adaptation du roman Les Amants de Marone